# Khuda
Khuda eller Khoda (persiska: خدا) är det persiska ordet för "Gud". Det används även av urdu- och hinditalande personer, även om det arabiska "Allah" börjar bli allt vanligare på urdu.
Ordet är närliggande till den svenska termen och till vissa andra indoeuropeiska ord för "Gud", framför allt i de indoiranska (inkluderande persiska, urdu och hindi), och germanska (inklusive svenska och engelska) språkfamiljerna. 
Uttrycket Khuda Hafiz (persiska: خدا حافظ, devanāgarī: ख़ुदा हाफ़िज), ofta förkortat till Khodafez, med betydelsen "må Gud beskydda dig", är en avslutande hälsningsfras som traditionellt används på persiska, kurdiska och bengali och av sydasiatiska muslimer och pashtuner. Även Allah Hafiz.